# Mina de Pitinga
A mina de Pitinga é uma mina de estanho a céu aberto no Brasil. Acredita-se que tenha o maior depósito de estanho não desenvolvido do mundo. Uma comunidade completa de cinco mil pessoas foi estabelecida em um local remoto da floresta amazônica para apoiar as operações de mineração, iniciadas em 1982. Acidentes ocorreram, mas esforços foram feitos para minimizar os danos ambientais e restaurar áreas mineradas. Em 2014, os depósitos aluviais mais acessíveis haviam se exaurido, mas a mineração de rocha primária continuava.

## Descoberta
Em 1976, o Serviço Geológico Brasileiro detectou depósitos de cassiterita (minério de estanho) a leste da Reserva Indígena Uaimiri Atroari. Geólogos do Serviço Geológico Brasileiro, encontraram vestígios de cassiterita em 1976 em afluentes do rio Pitinga fora da reserva indígena. O minério foi registrado como tendo 2.1 kg/m3, muito mais alto do que os depósitos típicos em Rondônia ao sudoeste. O município de Paranapanema, com a omissão da Funai e a cumplicidade do Departamento Nacional de Produção Mineral, conseguiu rebaixar a reserva em 1981 para Área Restrita Temporária de Atração e Pacificação dos índios Waimiri Atroari, com área reduzida que excluía os depósitos de cassiterita. O decreto presidencial 86.630 de 23 de novembro de 1981 removeu 526 800 hectares (1 300 000 acre(s)s) da reserva para as operações de mineração de estanho.
Em 1982, o U.S. Bureau of Mines estimou que o Brasil tinha reservas totais de 67 mil toneladas de estanho contido. Em 1986, somente as reservas de Pitinga foram estimadas em 575 mil toneladas de estanho contido. A concessão da Mineração Taboca cobre 130 000 hectares (320 000 acre(s)s) em 14 lotes, mas a partir de 1992 apenas 7 200 hectares (18 000 acre(s)s) estavam sendo ativamente explorados. Os depósitos primários são encontrados nas colinas da Serra da Madeira e os depósitos de aluvião foram arrastados para os vales florestados. Os depósitos aluviais, agora exauridos, consistiam em greisens associados ao granito de biotita de Água Boa e ao depósito de nióbio-tântalo-estanho da Madeira. O porfirítico de granulação grossa albita possui rochas piroclásticas e vulcânicas de ácido paleoproterozoico intrusivas. Inclui os granitos rapakivi e biotita.

## Operações
A mina de Pitinga iniciou suas operações em 1982. A Mineração Taboca construiu uma comunidade na floresta amazônica a 300 quilômetros (190 mi) de Manaus. O complexo inclui estradas, água tratada, saneamento e um conjunto habitacional com cinco mil pessoas. Possui escolas, restaurantes, postos de saúde, agência bancária, correios, central telefônica e supermercado. Em 1985, Paranapanema investiu quinze milhões de dólares em melhorias de infraestrutura, incluindo uma usina hidrelétrica de dez mil quilowatts no rio Pitinga, com expectativa de reduzir os custos de energia em quatro milhões de dólares por ano. Em 1990, a mina empregava diretamente duas mil pessoas e, indiretamente, talvez até quarenta mil.
Árvores foram derrubadas, o rio desviado e represas e lagoas construídas antes que os depósitos de aluvião fossem processados. As dragas da escavadeira giratória extraíram material rico em cassiterita, que foi bombeado por meio de tubos para plantas de processamento flutuantes que separaram o minério de estanho. A cassiterita é concentrada no local e enviada para a fundição da Mamoré Mineração e Metalurgia, no sul do estado de São Paulo. O minério de columbita também é extraído, concentrado e processado no local para uso na produção de liga metálica FeNbTa. Até 1990, um total de 120 mil toneladas de estanho metálico foi produzido. A Mamoré Mineração e Metalurgia produziu dezoito mil toneladas de estanho metálico em 1991. Cerca de duzentos milhões de dólares foram investidos no complexo de Pitinga até então, e a mina rendeu 915 dólares em moeda estrangeira. A mina foi considerada a mais produtiva do mundo.
Em 2006, a Mineração Taboca começou a extrair minério de rocha primária no lugar dos depósitos aluviais. A Mineração Taboca e a Mamoré Mineração e Metalurgia foram adquiridas pela empresa peruana Minsur em 2008. Em 2014, a Minsur tinha planos para desenvolver os depósitos inferiores, considerada a maior mina de estanho não desenvolvida do mundo, com depósitos estimados em 420 mil toneladas. Em 2014, a mina de Pitinga produziu 5.532 toneladas de estranho e 3.256 toneladas no primeiro semestre de 2015. Os custos líquidos por tonelada de estanho em 2015 foram de 14.481 dólares, permitindo receitas de coprodução de tântalo e nióbio. No início de agosto de 2015, foram encontradas filtrações de água no dique da usina hidrelétrica a 80 quilômetros (50 mi) de distância que fornece energia para a usina, e as operações tiveram que desacelerar enquanto os reparos eram feitos.

## Impacto ambiental
A Mineração Taboca envidou esforços para minimizar os danos ambientais e auxiliar na recuperação das áreas mineradas. Isso inclui a construção de barragens e diques para reter rejeitos e clarear a água, replantar áreas desmatadas para mineração ou construção de estradas, criar sistemas de drenagem e assim por diante. Os rejeitos são mantidos em tanques de retenção como uma reserva que pode ser processada posteriormente se justificado por um aumento no preço do estanho. Em 1987, os diques de quatro lagoas romperam. O sedimento foi lançado no rio Alalaú e a poluição afetou os peixes a jusante da Reserva Indígena Waimiri-Atroari. Os índios relataram que a água poluída os havia deixado doentes. A empresa tem pesquisado formas de recuperar as áreas degradadas e tem trabalhado com os órgãos ambientais em planos de recuperação. Até março de 1991, o custo da recuperação ambiental foi estimado em cinquenta milhões de dólares.